# Triebel/Vogtl.
Triebel/Vogtl. ist eine Gemeinde im sächsischen Vogtlandkreis südlich von Plauen. Sie gehört zum Vogtland und zur Verwaltungsgemeinschaft Oelsnitz/Vogtl. Die Abkürzung „Vogtl.“ steht jeweils für „Vogtland“.

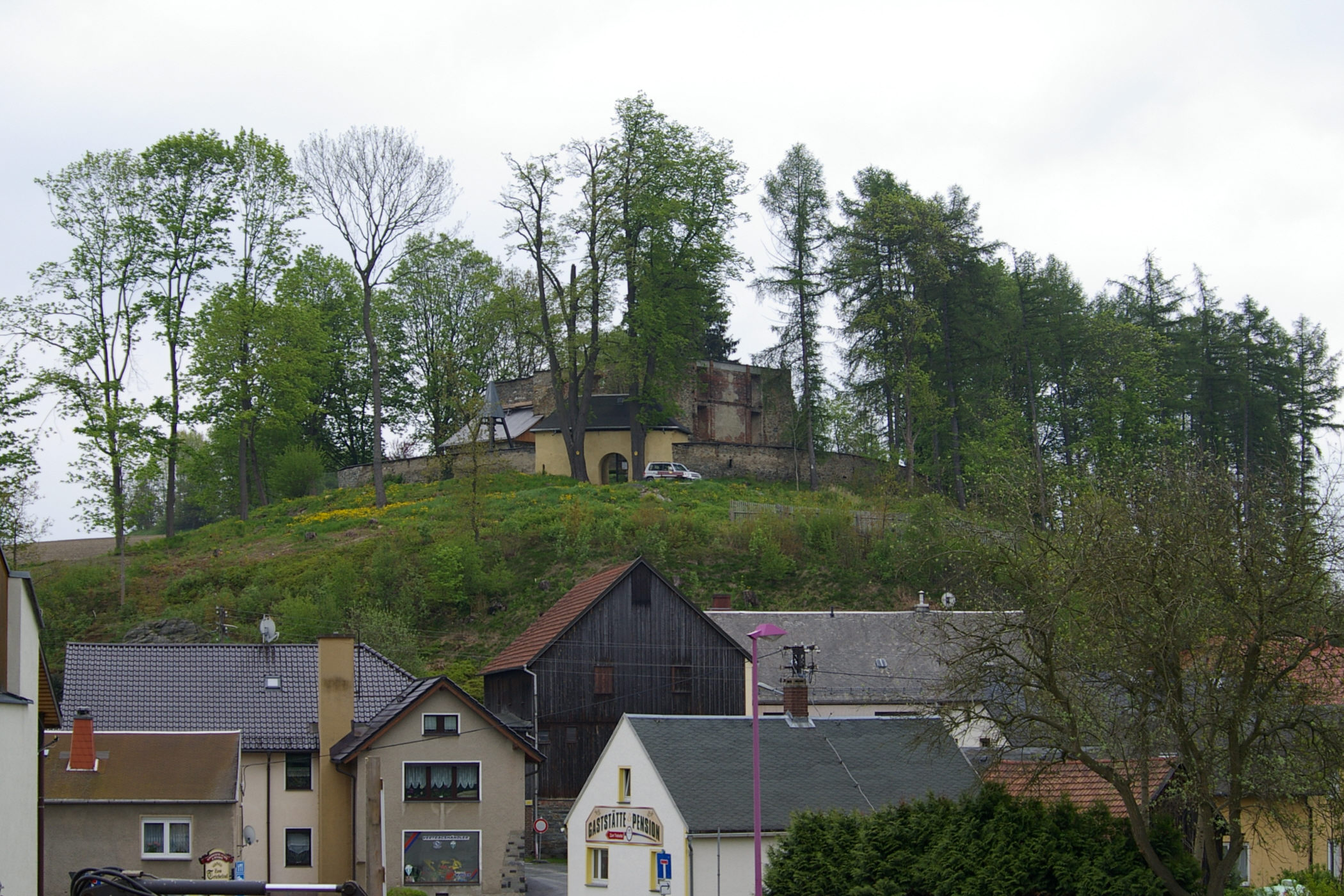
Der Kirchberg in Triebel (2010)

## Geographie
Im Ort erhebt sich der 504 m ü. NN hohe Kirchberg. Der höchstgelegene Punkt im Umkreis von Triebel ist der 629 m ü. NN hohe, zwischen Triebel, Obertriebel und Haselrain liegende Platzerberg. Triebel wird vom Triebelbach durchquert.

### Nachbargemeinden
| Gemeinde Trogen im Landkreis Hof       | Gemeinde Weischlitz und Gemeinde Bösenbrunn im Vogtlandkreis | Stadt Oelsnitz im Vogtlandkreis   |
| Gemeinde Gattendorf im Landkreis Hof   | Kompassrose, die auf Nachbargemeinden zeigt                  |                                   |
| Gemeinde Regnitzlosau im Landkreis Hof |                                                              | Gemeinde Eichigt im Vogtlandkreis |

### Gemeindegliederung
Zu Triebel gehören folgende Ortsteile
- Blosenberg
- Gassenreuth
- Haselrain
- Loddenreuth
- Obertriebel
- Posseck mit Höllensteg und Grünpöhl
- Sachsgrün
- Triebel
- Wiedersberg mit den zerstörten Troschenreuth und Ebersberg.

Keine eigene Gemarkung haben die Ortsteile Haselrain (zu Posseck) und Loddenreuth (zu Sachsgrün). Andererseits existieren noch die Gemarkungen der einstigen Dörfer Troschenreuth, Ebersberg und Hasenreuth.

## Geschichte
Triebel wurde urkundlich erstmals im Jahr 1303 genannt. Die Entstehung des Dorfes ist vermutlich einem durch den Triebelbach betriebenen Eisenhammer zu verdanken. Um diesen herum wurde durch Rodungen der Ort in Form eines Waldhufendorfes angelegt.
Die Orte Ober- und Untertriebel gehörten bis ins 19. Jahrhundert zum Amt Voigtsberg. Am 1. Juli 1950 wurden sie zur Gemeinde Triebel/Vogtland vereinigt. Die Gemeinde vergrößerte sich durch Eingliederung der Gemeinden Posseck und Sachsgrün 1993 erheblich. Der Anschluss der Gemeinde Wiedersberg erfolgte 1994.
Zu DDR-Zeiten wurde im Ort ein Ferienlager geschaffen, das nach 1990 dem Verfall preisgegeben wurde.
Die Gemeinde feierte 2003 ihr 700-jähriges Bestehen. Triebel wurde am 18. März 2004 Mitglied der grenzüberschreitenden Mikroregion Freunde im Herzen Europas.

### Eingemeindungen
| Ehemalige Gemeinde | Datum          | Anmerkung                                                                            |
| ------------------ | -------------- | ------------------------------------------------------------------------------------ |
| Blosenberg         | 1. Mai 1968    | Eingemeindung nach Wiedersberg                                                       |
| Ebersberg          | vor 1880       | Eingemeindung nach Troschenreuth, heute Wüstung                                      |
| Gassenreuth        | 1. Januar 1957 | Eingemeindung nach Sachsgrün                                                         |
| Haselrain          | vor 1880       | Eingemeindung nach Posseck                                                           |
| Loddenreuth        | vor 1880       | Eingemeindung nach Sachsgrün                                                         |
| Obertriebel        | 1. Juli 1950   | Zusammenschluss mit Untertriebel zu Triebel                                          |
| Posseck            | 1. Januar 1993 |                                                                                      |
| Sachsgrün          | 1. Januar 1993 |                                                                                      |
| Troschenreuth      | 1. Juli 1950   | Eingemeindung nach Wiedersberg, 1972 im Zuge der Grenzsicherung endgültig abgetragen |
| Untertriebel       | 1. Juli 1950   | Zusammenschluss mit Obertriebel zu Triebel                                           |
| Wiedersberg        | 1. Januar 1994 |                                                                                      |

### Einwohnerentwicklung
Entwicklung der Einwohnerzahl (31. Dezember):
| Jahr      | 1998 | 1999 | 2000 | 2001 | 2002 | 2003 | 2004 | 2005 | 2007 | 2010 | 2011 | 2012 | 2013 | 2014 | 2015 | 2021 |
| --------- | ---- | ---- | ---- | ---- | ---- | ---- | ---- | ---- | ---- | ---- | ---- | ---- | ---- | ---- | ---- | ---- |
| Einwohner | 1664 | 1683 | 1667 | 1710 | 1686 | 1696 | 1653 | 1587 | 1584 | 1410 | 1403 | 1307 | 1284 | 1276 | 1261 | 1186 |

## Politik

### Gemeinderat
Seit der Gemeinderatswahl am 9. Juni 2024 verteilen sich die 12 Sitze des Gemeinderates folgendermaßen auf die einzelnen Gruppierungen:
- Freie Wähler Triebel e. V. (FWT): 7 Sitze
- Bürger für Triebel: 1 Sitz
- DorfMitGestalter Triebel: 1 Sitz
- Wir sind Posseck: 1 Sitz
- Linke: 1 Sitz

| Gemeinderat ab 2024Insgesamt 12 Sitze - Linke: 1 - FWT: 7 - BfT: 2 - DMG: 1 - WSP: 1 | Wahlvorschlag              | 2024   | 2024   | 2019   | 2019   | 2014   | 2014   |
| Gemeinderat ab 2024Insgesamt 12 Sitze - Linke: 1 - FWT: 7 - BfT: 2 - DMG: 1 - WSP: 1 | Wahlvorschlag              | Sitze  | in %   | Sitze  | in %   | Sitze  | in %   |
| Gemeinderat ab 2024Insgesamt 12 Sitze - Linke: 1 - FWT: 7 - BfT: 2 - DMG: 1 - WSP: 1 | Freie Wähler Triebel e. V. | 7      | 60,0   | 10     | 71,4   | 9      | 59,8   |
| Gemeinderat ab 2024Insgesamt 12 Sitze - Linke: 1 - FWT: 7 - BfT: 2 - DMG: 1 - WSP: 1 | Bürger für Triebel         | 2      | 12,5   | 1      | 9,4    | 1      | 8,9    |
| Gemeinderat ab 2024Insgesamt 12 Sitze - Linke: 1 - FWT: 7 - BfT: 2 - DMG: 1 - WSP: 1 | DorfMitGestalter Triebel   | 1      | 11,1   | –      | –      | –      | –      |
| Gemeinderat ab 2024Insgesamt 12 Sitze - Linke: 1 - FWT: 7 - BfT: 2 - DMG: 1 - WSP: 1 | Wir sind Posseck           | 1      | 9,8    | –      | –      | –      | –      |
| Gemeinderat ab 2024Insgesamt 12 Sitze - Linke: 1 - FWT: 7 - BfT: 2 - DMG: 1 - WSP: 1 | Linke                      | 1      | 6,6    | 1      | 10,5   | 2      | 17,8   |
| Gemeinderat ab 2024Insgesamt 12 Sitze - Linke: 1 - FWT: 7 - BfT: 2 - DMG: 1 - WSP: 1 | SPD                        | –      | –      | 1      | 8,7    | 2      | 13,4   |
| Gemeinderat ab 2024Insgesamt 12 Sitze - Linke: 1 - FWT: 7 - BfT: 2 - DMG: 1 - WSP: 1 | Wahlbeteiligung            | 72,2 % | 72,2 % | 64,1 % | 64,1 % | 52,4 % | 52,4 % |

### Bürgermeister
Bürgermeister ist seit 2022 Udo Seeger. Er folgte auf Ilona Groß.
| Wahl | Bürgermeister | Vorschlag        | Wahlergebnis (in %) |
| ---- | ------------- | ---------------- | ------------------- |
| 2022 | Udo Seeger    | FW Triebel e. V. | 94,6                |
| 2015 | Ilona Groß    | Groß             | 94,8                |
| 2008 | Ilona Groß    | Groß             | 97,9                |
| 2001 | Ilona Groß    | Groß             | 97,0                |

### Ortspartnerschaften
Triebel ist seit 1991 die Partnergemeinde der Gemeinde Dornum in Ostfriesland.

### Wappen
Die 4 Lindenblätter stehen für die vier ehemaligen Gemeinden Triebel/Vogtl., Sachsgrün, Posseck und Wiedersberg. Darunter ist das Eingangsportal der Wehrkirche zu Triebel mit ihren Lindenbäumen zu sehen.

## Öffentlicher Nahverkehr
Triebel ist mit der StadtBus-Linie 91 des Verkehrsverbunds Vogtland im Zweistundentakt an Oelsnitz angebunden. Am dortigen Bahnhof besteht Anschluss zum PlusBus nach Plauen und Schöneck sowie der Vogtlandbahn nach Adorf.
Im Gemeindegebiet verkehren außerdem die RufBus-Linien 54 und 56 von Wiedersberg über Sachsgrün sowie von Haselrain über Posseck nach Oelsnitz.

## Kultur und Sehenswürdigkeiten
Bei dem Ortsteil Wiedersberg befindet sich die Ruine der Burg Wiedersberg, im Ortsteil Posseck eine verfallene barocke Rittergutsanlage aus dem 18. Jahrhundert mit älterem Kern, die nach Ende des Zweiten Weltkrieges zunächst von der Roten Armee genutzt wurde, anschließend  bis 1992 als dörfliches Kulturhaus und von 1992 bis 1999 als Gemeindeverwaltung diente. Durch die spätere Privatisierung ist eine Nutzung als gesellschaftliches Dorfzentrum nicht mehr möglich; seither wird das Gebäude nicht saniert und bleibt ungenutzt. Im Ortsteil Sachsgrün ist das ehemalige Herrenhaus des Ritterguts Sachsgrün mit einer Parkanlage und die Kirche Sankt Ägidius mit einem klassizistischen Saalbau zu finden. Westlich des Dorfes am Fuchspöhl wurde ein Gedenkstein für den Heimatforscher Eduard Johnson aufgestellt. Die Häusergruppe Loddenreuth in der Flur von Sachsgrün liegt an drei Teichen, die aus dem Feilebach gespeist werden. Kirchen existieren in Triebel, Sachsgrün, Posseck und Wiedersberg. In der Gemeinde gibt es seit 2001 das einzige Vipassana-Meditationszentrum in Deutschland (Alte Straße 6).

### Naturschutz
- Siehe auch: Liste der Naturdenkmale in Triebel/Vogtl.

## Wehrkirche Triebel

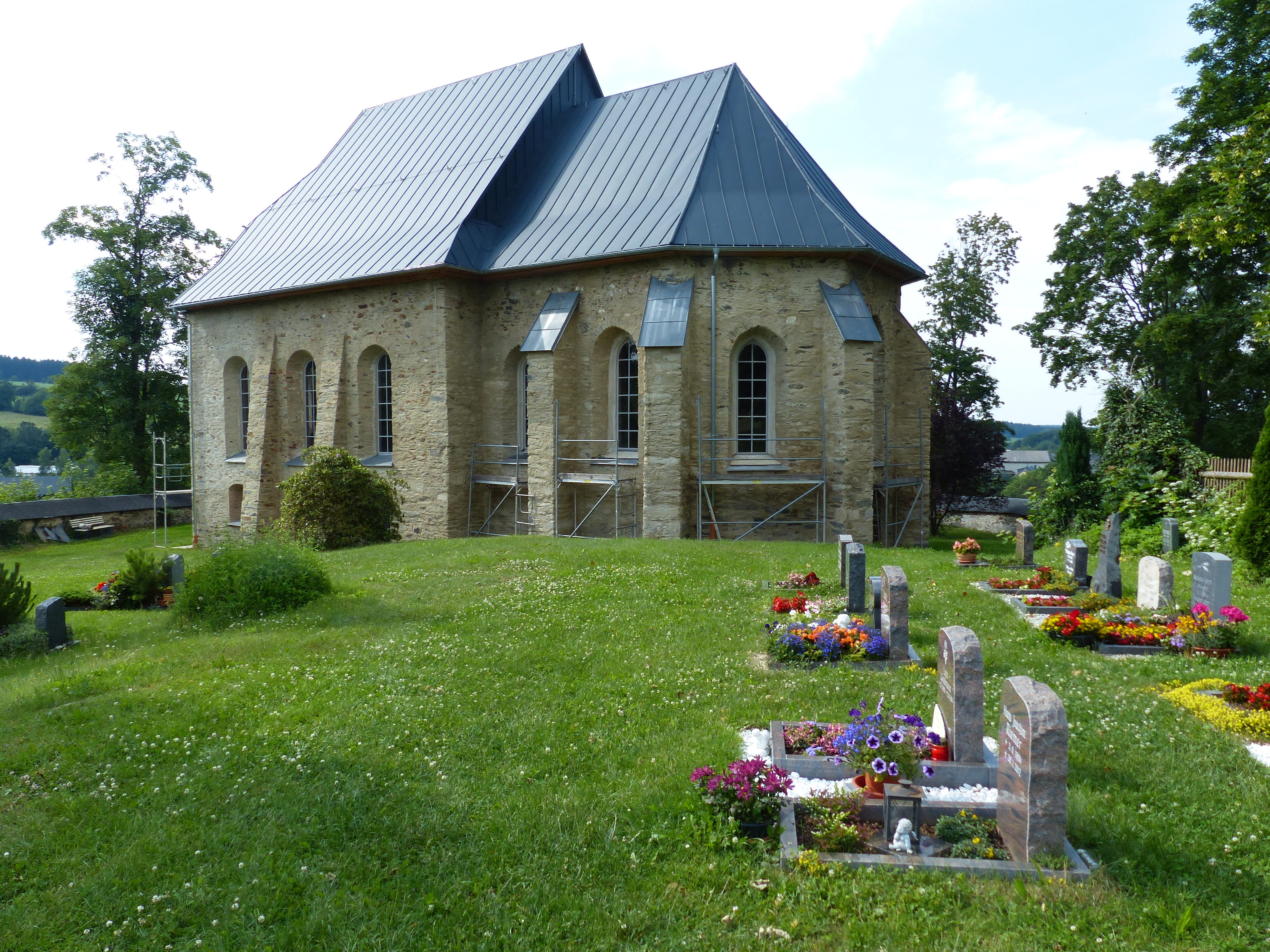
Die Wehrkirche Triebel auf dem Kirchberg (2018)

Triebel war lange Zeit von der befestigten Wehrkirche Triebel überragt. Die Sankt-Ägidien-Kirche stürzte 1988 ein und ist heute wiederaufgebaut. Die Dorfkirche und die dazugehörigen Befestigungsmauern befinden sich auf dem Kirchberg. Neben der einstigen Ruine wurden 2003 zunächst ein kleiner Glockenturm und später die Kirche durch die Initiative eines im März 2008 gegründeten Fördervereins errichtet. Die Kirche konnte der Öffentlichkeit im Jahr 2018 bei nahezu abgeschlossenen Bauarbeiten präsentiert werden (Stand: September 2018).

## Galerie

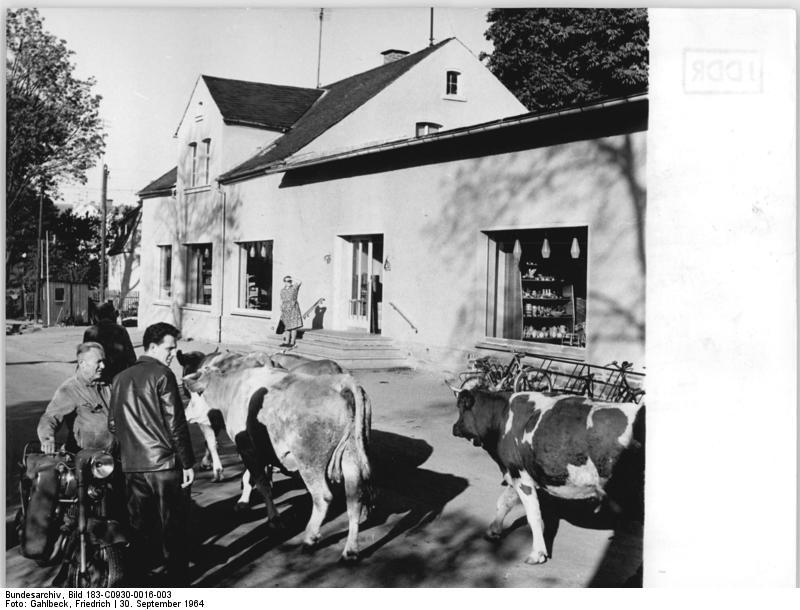
Dorfstraße in Triebel (1964)
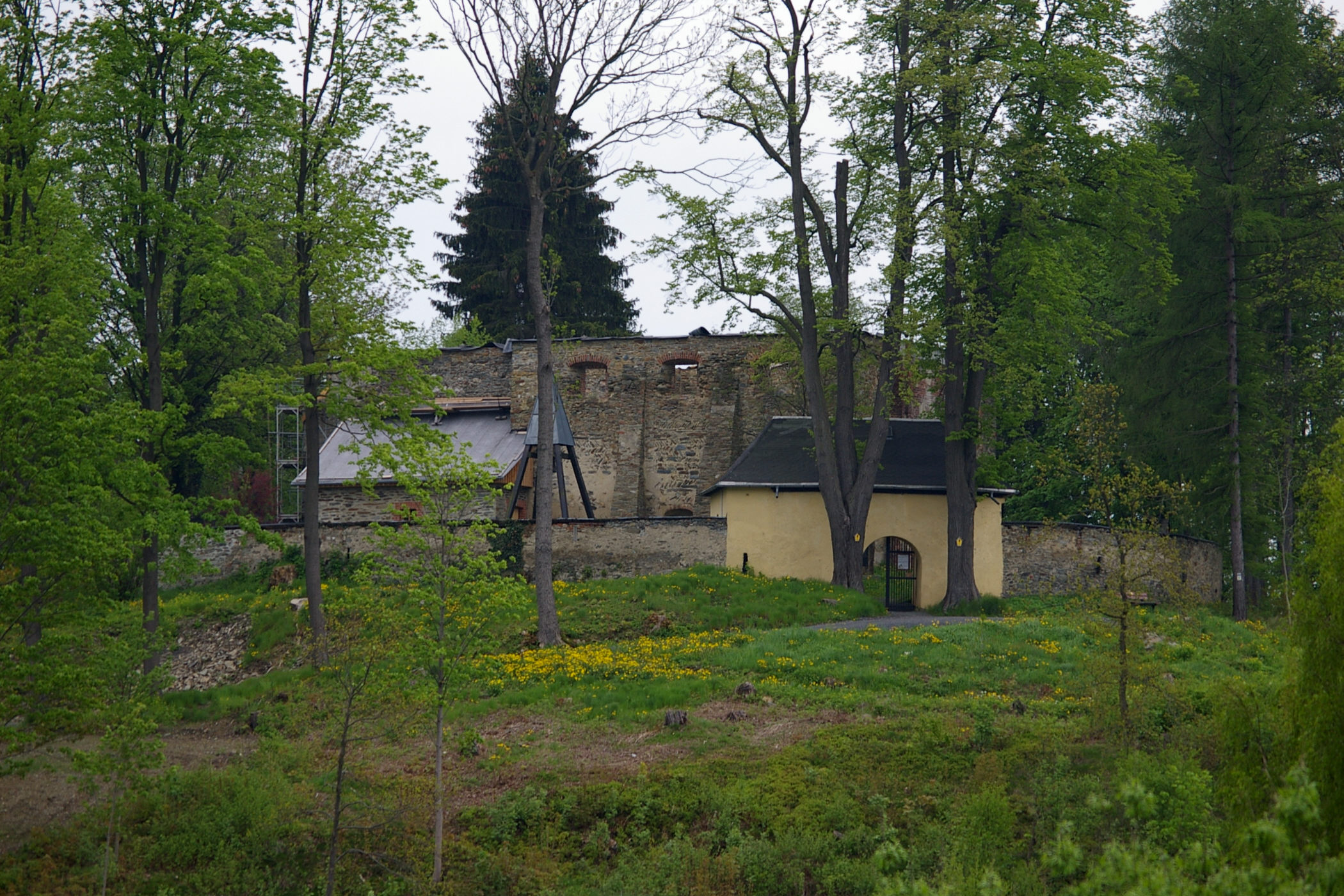
Einstige Ruine der Wehrkirche (2010)
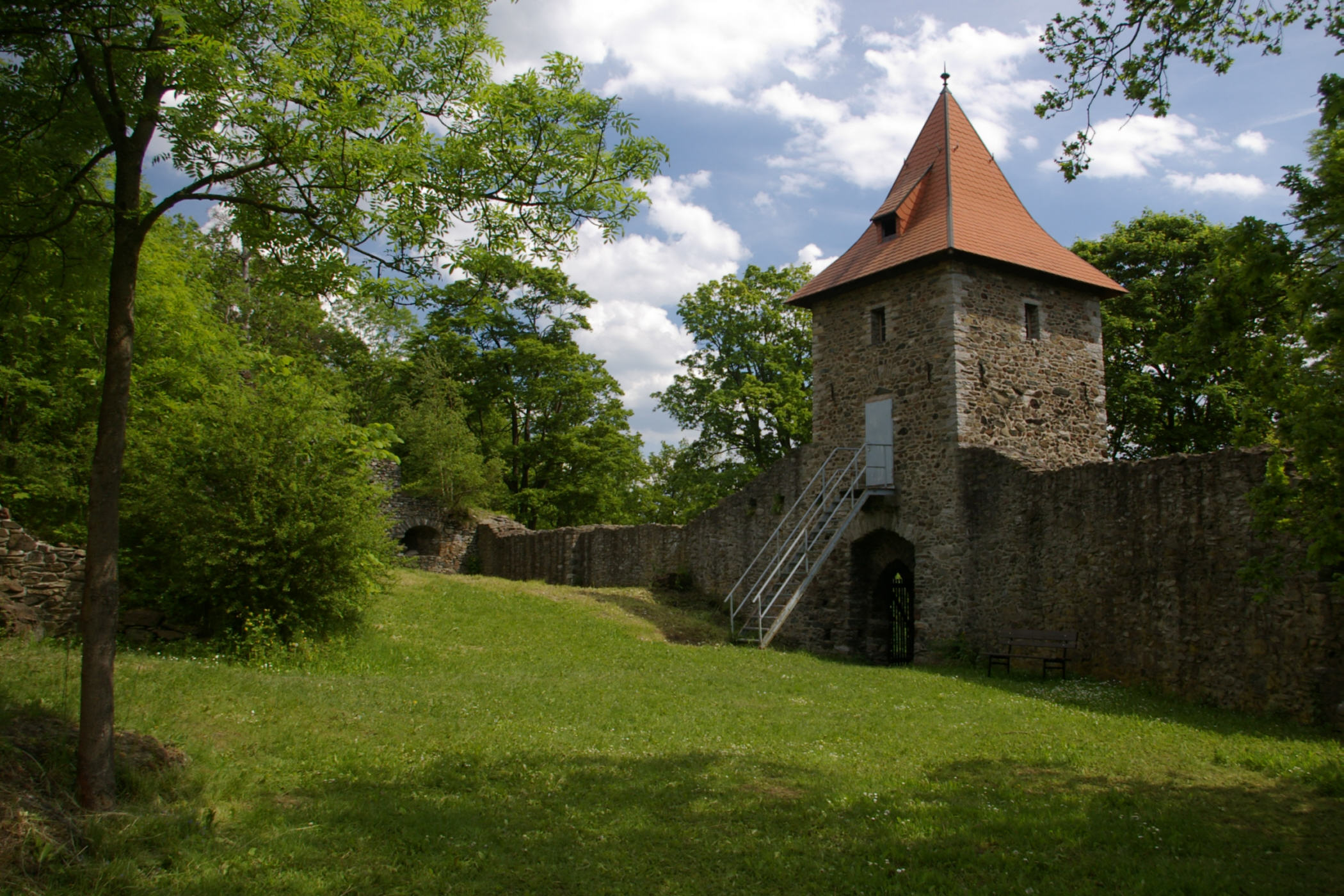
Burg Wiedersberg
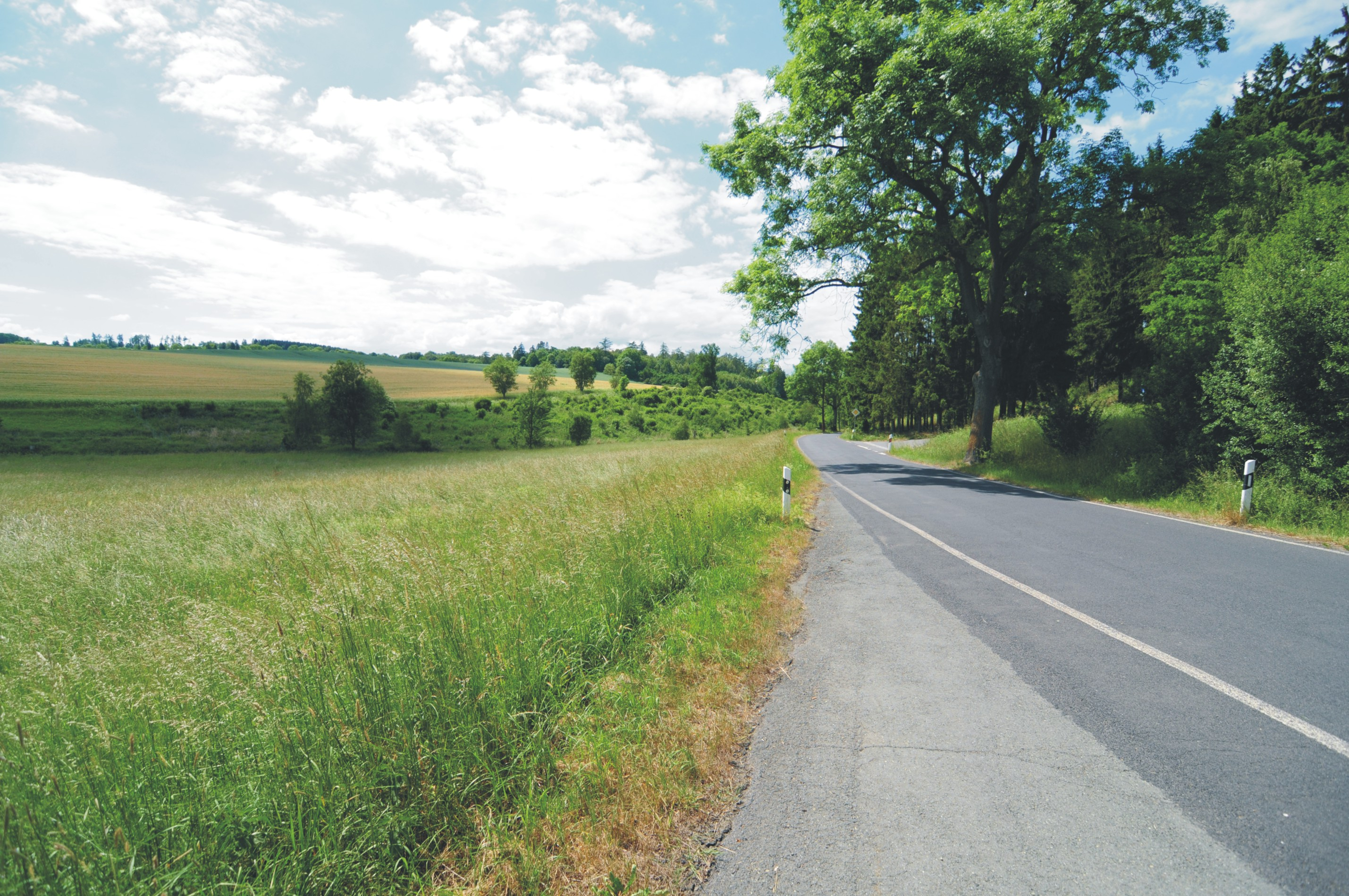
Feilebachtal
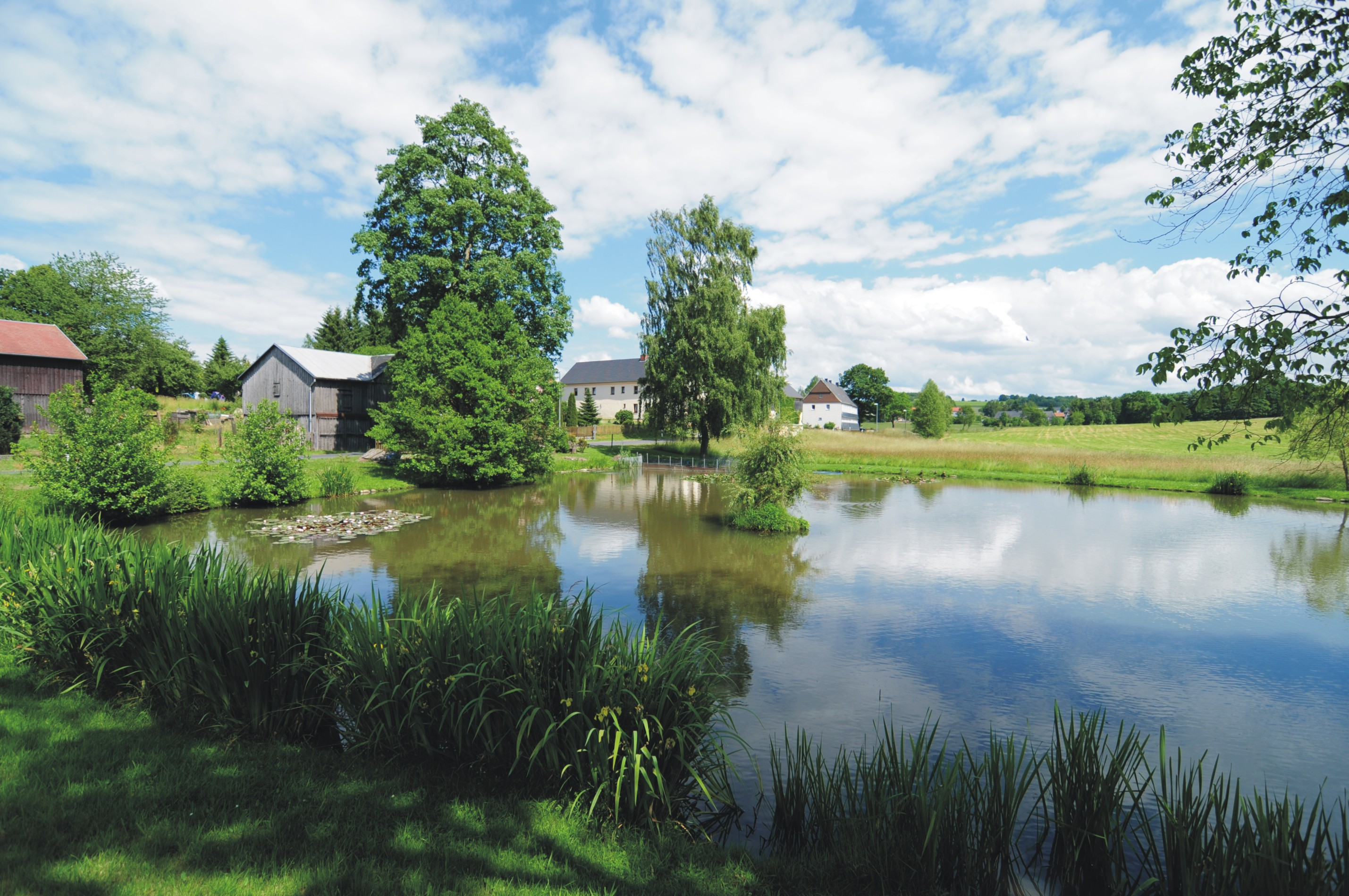
Loddenreuth mit Teich

## Söhne und Töchter des Ortes
- Johann Pfretzschner (um 1495–um 1552), Ratsmaurermeister und Ehrenbürger in Leipzig